# فرحات بن الدراجي

## نشأته ودراسته
ولد فرحات أبو حامد الدراجي سنة 1906 م، بقرية ليشانة قرب مدينة بسكرة وهي قرية أنجبت العلماء العديد من العلماء والرواد ، أمثال أسعد الرحماني والشيخ بولقرون ،الشيخ الأستاذ عبد الرحمان الأخذري وزعماء ثورة الزعاطشة ، منهم الشيخ بو زيان و الدرقاوي والشيخ الشاعر الداعية أحمد سحنون. وليسر حال عائلته تمكن من السفر لتونس سنة 1924 م، لمواصلة الدراسة بجامع الزيتونة فتخرج منه سنة 1931 م بشهادة التطويع ، وعاد بعدها إلى الجزائر ليسير في ركب جمعية العلماء المسلمين الجزائريين ليعين معلما في مدرسة مدينة سيق خلفا للشيخ العربي التبسي. وفضلا عن مهمة التدريس ، فقد صال وجال في إلقاء المحاضرات، والكتابة الأدبية التنويرية في النصف الأول من القرن العشرين، في العديد من المنابر الإعلامية الأصلاحية (السنة، الشريعة، الصراط، الشهاب، البصائر).

## مع جمعية العلماء المسلمين الجزائريين
فضلا عن مهمة التدريس ، فقد انتخب نائبا للكاتب العام لجمعية العلماء سنة 1937 م، وظل عضوا فاعلا في مجلسها الإداري، إلى أن أوقف نشاط الجمعية في صائفة سنة 1939 م، بسبب قيام الحرب العالمية الثانية. ثم تعرض للسجن بتهمة المساس بأمن الدولة الفرنسية، وبعد أشهر أطلق سراحه مع نفيه من مدينة الجزائر إلى دائرة بسكرة للإقامة الجبرية. وعندما أطلق سراحه في مطلع سنة 1943 م، عاد إلى مدينة الجزائر حيث كلف بصفة مؤقتة بمنصب الكاتب العام. وبعد استئناف صدور جريدة البصائر سنة 1947 م، عيّن عضوا في هيئة التحرير.
افتتح العدد 89 من جريدة البصائر كتقديم لمقال الشيخ فرحات بن الدراجي بعنوان: «كلمة عتاب إلى إخواننا الشرقيين» بما يلي:
| فرحات بن الدراجي | الشيخ فرحات بن الدراجي مفخرة من مفاخر الزاب وشخصية بارزة بين شبابنا المثقف الناهض ، دؤوب على المطالعة والتحصيل صبور على البحث والتحليل وهو من أضوأ مصابيح المستقبل ، لو كثر أمثاله لم يبق مستقبل نهضتنا مجهولا للأخ الفاضل الشيخ عبد المجيد حيرش الذي نشرنا نظرته في العدد السابق. وإنا قدمنا الشيخ فرحات بهذه الكلمات فليس لكونه مجهولا فإنه نائب الكاتب العام لجمعية العلماء البارزة في الشمال الإفريقي والذائعة الصيت في العالم المتمدن. ولسنا نجري في تقديم من نقدمه على سنن أغلب الصحافة في كيل الأوصاف جزافا أو منحها تحت تأثير الأغراض والعواطف ، وإنما نجري في ذلك جري المؤرخ الناقد. | فرحات بن الدراجي |

## وفاته
توفي يوم 13 ماي سنة 1951 م بعد أن ألمّ به مرض عضال.